# Solemya winckworthi
Solemya winckworthi is een tweekleppigensoort uit de familie van de Solemyidae. De wetenschappelijke naam van de soort is voor het eerst geldig gepubliceerd in 1932 door Prashad.